# Ngaraard
Ngaraard is een van de zestien staten van Palau. De staat is gelegen op het Palause hoofdeiland Babeldaob en heeft een oppervlakte van 36 km², die bewoond wordt door 581 mensen (2005). De hoofdplaats van Ngaraard is Ulimang.

## Kernen
Afgezien van Ulimang liggen in Ngaraard nog de dorpen en gehuchten Choll, Elab (ook Chelab), Ngebuked, Ngesang en Ngkeklau.

Choll · Elab · Ngebuked · Ngesang · Ngkeklau · Ulimang
Aimeliik · Airai · Angaur · Hatohobei · Kayangel · Koror · Melekeok · Ngaraard · Ngarchelong · Ngardmau · Ngatpang · Ngchesar · Ngeremlengui · Ngiwal · Peleliu · Sonsorol